# 淮軍
淮軍（わいぐん）は、清朝の重臣李鴻章が同治元年（1862年）に編成した地方軍である。湘軍と並べて湘淮と称される。

## 変遷

### 成立
咸豊3年（1853年）に太平天国軍が安徽省に迫って来ると、李鴻章は朝廷の命令を受けて郷里の安徽省合肥で団練を作った。この団練は合肥が淮河のそばにあった事から「淮勇五営」あるいは「淮軍」と称し、幾度も太平天国との戦いにあたった。
咸豊8年（1858年）から李鴻章は曽国藩の湘軍幕僚となり、湘軍経営の補佐をしつつ自らの部隊指揮権も得た。咸豊10年（1860年）に曽国藩が両江総督になると李鴻章は淮揚水師を任せられ、淮河一帯で活躍した。咸豊11年（1861年）、湘軍は太平天国軍を破って安慶を占領した。
この年の終わりに太平天国軍が杭州を攻略して上海を脅かすと、地元の豪商層から銭鼎銘を通して救援依頼が曽国藩に寄せられた。そこで同治元年（1862年）に曽国藩から郷勇7000名を集めるよう命を受けた李鴻章は、旧淮軍の部将劉銘伝・周盛波・周盛伝・張樹声・張樹珊・呉長慶、曽国藩幕下の程学啓、湘軍の部将郭松林、鮑超率いる霆軍の部将楊鼎勛らを率いて再び合肥で郷勇を募り、ここに正式に淮軍が成立したのである。

### 太平天国軍との戦い
新たに編成された淮軍は急いで上海救援に向かうが、その途上には太平天国軍の勢力圏がある。そこで上海の中外会防局はイギリスの汽船の7隻を雇って李鴻章の部隊を上海に運んだ。この時にはイギリスの中国派遣艦隊司令官ジェームズ・ホープが派遣した軍艦が護衛している。湘淮混成軍6500人を乗せたイギリス船は、長江の太平天国軍の勢力圏内を通り抜けて上海に到達した。
上海に到着した李鴻章は上海の財政を掌握している呉煦から財権を奪い、月額40万両近い税収を確保。西洋の武器を購入して淮軍の装備を整え、イギリス人を招聘して淮軍の訓練を行った。この結果、淮軍の樹字営・春字営は虹橋での緒戦で大勝した。李鴻章は自ら前線で指揮を執り、わずか数千人で李秀成の10万余り大軍に打ち勝った。これによって淮軍の名声は大いに高まった。
同年、李鴻章は江蘇巡撫に任命され、この地で淮軍を拡大し、西洋の新式装備を採用も進めた。これによって淮軍はその後2年間で6千人強から6万～7万人に拡大し、清軍の中で最も装備が充実した部隊となっていく。また淮軍は上海の外国人傭兵戦力である常勝軍とも連携して太平天国軍を攻撃した。同治2年（1863年）から3年（1864年）にかけて淮軍は蘇州、常州を陥落させ、湘軍と共に太平天国を滅亡させた。

### 捻軍との戦い
太平天国を打倒した淮軍だったが、同治4年（1865年）4月に捻軍鎮圧を担当していたセンゲリンチン（僧格林沁）が戦死すると曽国藩が後任の欽差大臣に任命された。これに従って淮軍も捻軍の鎮圧にあたった。また、同治5年（1866年）冬に曽国藩が解任されると、李鴻章がその後を継いだ。
捻軍が東西に分かれてからは、西捻軍を左宗棠が鎮圧し、淮軍は東捻軍を鎮圧した。捻軍の鎮圧が完了したのは同治7年（1868年）の事である。
月額50万両以上の軍費を上海の関税・江南デルタの釐金・淮南塩に対する釐金で賄った。その後もこの地を管轄する上海道台や江蘇巡撫を引き続き自分の人脈で固め、その財源を手中にし続けた。

### 北洋軍へ
同治9年（1870年）の天津教案後の混乱で曽国藩が直隷総督を離任すると、その後任として李鴻章が直隷総督に任命された。李鴻章が天津に赴任すると、その団練である淮軍も拠点を天津に移した。直隷総督の軍事的権威の根幹となったのである。これ以降も淮軍は、朝鮮の壬午事変（光緒8年、1882年）・清仏戦争（光緒10年、1884年）といった清王朝の主要な紛争に派遣された。李鴻章が私的に集めた団練ながら、清朝屈指の地方軍だったのである。
光緒20年（1894年）の日清戦争に際して当初李鴻章は開戦に消極的だったが、開戦すると淮軍がその主力を担い、淮軍は壊滅的な打撃を受けて解散する。これが淮軍の終焉である。
その後、淮軍に代わる軍隊の必要性を痛感した清朝は、李鴻章幕下の胡燏棻に命じて改めて天津で洋式軍隊の編成を行った。定武軍である。ここには旧淮軍の将兵も多数参加した。失脚した李鴻章の後を継いで直隷総督となった王文韶は文官であったため、光緒21年（1895年）10月に定武軍は李鴻章の軍事的な後継者である袁世凱の管轄となり、さらに新建陸軍と改称する。この淮軍からの流れを汲んだ新建陸軍が袁世凱の軍事的根拠となり、後の北洋軍閥の形成へと繋がっていく。

## 編成・制度
淮軍の基本的な軍制は湘軍のそれを継承していた。

### 湘軍から継承した制度
淮軍も湘軍同様に私的集団、団練である。そのため、清朝の正規軍である緑営では「兵は国家に属する」という前提から将官と兵との交流が制限されていたのに対して淮軍では「兵は将に属する」という原則を打ちたてて、将が自ら兵を集め、兵はただその将に従っていれば良かった。そして淮軍全体としては李鴻章ただ1人に従っていた。
また、緑営が個々の営の定員数がまちまちであるのに対して、淮軍の各営は500人と定員が決められていた。初期の営の編成は下記のとおりである。
- 営（営官が指揮）
  - 親兵（営官の直属部隊。72名）
    - 劈山炮隊×2
    - 刀矛隊×3
    - 小銃隊×1

  - 前哨（哨官が指揮。108名）
  - 後哨（哨官が指揮。108名）
  - 左哨（哨官が指揮。108名）
  - 右哨（哨官が指揮。108名）
    - 抬槍隊×2
    - 刀矛隊×4
    - 小銃隊×2

※後に刀矛隊・小銃隊・抬槍隊は全て西洋式小銃隊に改変。

### 淮軍独自の制度

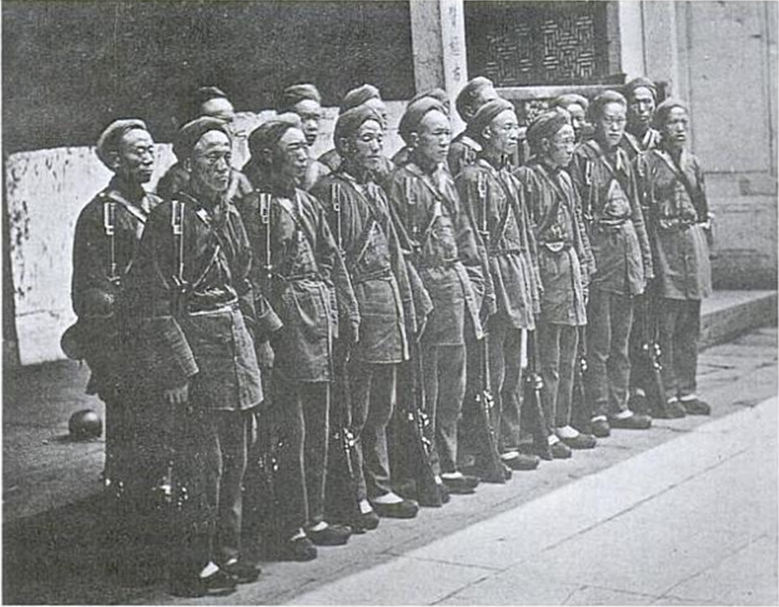
西洋式訓練を受けた兵士

淮軍と湘軍の最大の相違点は、淮軍が積極的に西洋の新式兵器を導入した事である。同治2年、各部隊指揮官とは別に西洋人を軍事教官として招いて西洋式軍事教練を行わせた。またそれまでの火縄銃隊を西洋式小銃隊に改め、旧式の劈山砲を開花砲に改めた。更に光緒3年（1877年）にはドイツの軍制を参考にクルップ砲隊を設置、洋務運動の過程で創設された江南機器製造総局・天津武備学堂で武器製造と人材育成を図った。また拠点を直隷省に移してからは、北洋水師内に近代的な北洋艦隊を編成した。
このように淮軍は近代化を進めていったが、その編成は湘軍の制度を継承していたため限界はあった。平時の兵の訓練は西洋人軍官を招いて洋式で行ったが、統領・営官・哨官らの士官は西洋の用兵を学んでいなかったため、戦時には必ずしも訓練の成果を発揮できていなかった。天津武備学堂は別として士官全体に対する養成機関・教育体系はなく、指揮体系は各級指揮官の間や李鴻章との間の個人的な関係性に依存していた。そのため、淮軍編制から年数を経過して指揮官の世代交代（これも計画的・体系的なものではなく指揮官の身内・親族間等で継承されることが多かった）が進むと、関係性が希薄になっていき、末期には各級指揮官・部隊間の連携が取れず各部隊が個々に戦うしかない状況に至ってしまった。

## 主な人物
- 李鴻章
- 張樹声
- 張樹珊
- 劉秉璋
- 劉郇膏
- 郭柏蔭
- 王凱泰
- 銭鼎銘
- 劉銘伝
- 劉瑞芬
- 潘鼎新
- 郭松林
- 周盛波
- 周盛伝
- 程学啓
- 呉長慶
- 唐殿魁
- 唐定奎
- 丁汝昌
- 葉志超
- 聶士成